# Chiesa di San Pasquale Baylon (Sassari)
La chiesa di San Pasquale Baylon, conosciuta anche come San Pasquale di Malafede dall'omonima località in cui è ubicata, è una chiesa campestre situata al confine tra i comuni di Sassari e Sorso, nella Sardegna nord-occidentale. Nonostante ricada per pochi metri nel territorio di Sorso, viene tradizionalmente considerata appartenente al capoluogo. La chiesetta, di proprietà privata, risulta inglobata nella masseria di una azienda agricola olivicola.
Secondo quando riportato nell'Archivio pittorico della città di Sassari di Enrico Costa, la chiesa venne fatta edificare nel 1780 da tal Michele Dais (o Dessí). Nel piazzale prospiciente l'edificio, una piccola lastra in marmo riportante il simbolo "IHS" farebbe supporre che la chiesa sia appartenuta all'Ordine dei gesuiti benché il santo titolare, Pasquale Baylón, fosse un frate francescano e la Compagnia di Gesù fosse stata soppressa già dal 1773.
Sottoposto a recente restauro, l'edificio si presenta con la facciata intonacata e colorata in celestino; gli elementi decorativi (oculo, lesene e stipiti del portale) risultano in pietra a vista mentre, al di sopra, svetta un piccolo campanile a vela. L'interno si articola in un solo vano con volta composta da un tavolato a capanna in buone condizioni, presumibilmente messo in opera durante l'ultimo restauro. L'altare è composto da lastre di pietra e risulta rialzato di due gradini rispetto al pavimento; poco più sopra, una nicchia ospitava il simulacro del titolare, in attesa di restauro. Risalta sulla destra un'acquasantiera decorata, ancorata alla parete.
La chiesetta viene saltuariamente aperta dai proprietari, che abitano nella masseria, ma non mancano, il 17 maggio di ogni anno, i festeggiamenti al santo con una messa serale a cui fa seguito una cena a base di pietanze tradizionali locali.